# NGC 497
NGC 497 је премошћена спирална галаксија у сазвежђу Кит која се налази на NGC листи објеката дубоког неба. Удаљена је приближно 336 милиона светлосних година од Земље. Открио ју је француски астроном Едуар Жан Мари Стефан 6. новембра 1882.
Амерички астроном Халтон Арп је ову галаксију укључио у "Атлас чудних галаксија" под називом Arp 8, у оквиру категорије "split arm galaxies".
Деклинација објекта је - 0° 52' 29" а ректасцензија 1h 22m 23,9s. Привидна величина (магнитуда) објекта NGC 497 износи 13,0 а фотографска магнитуда 13,8. NGC 497 је још познат и под ознакама UGC 915, MCG 0-4-100, CGCG 385-85, ARP 8, PGC 4992.